# Hunting Unlimited 2009
Hunting Unlimited 2009 é um jogo de simulação de caça com visão em primeira pessoa produzido pela empresa checa SCS Software. A empresa ValuSoft (uma divisão da THQ) foi a responsável pela distribuição do jogo. Hunting Unlimited 2009 é o sexto jogo da saga Hunting Unlimited.

## Jogabilidade
O jogador assume o papel de caçador, no qual se pode equipar com armas (espingardas/carabinas, caçadeiras ou arcos), "chamadores" (para chamar animais), abrigos, entre outros.

## Peças de caça
- Alce
- Bisonte-americano
- Cabra-das-Rochosas
- Carneiro das Montanhas Rochosas
- Cudo
- Elefante-africano
- Javali
- Leão
- Lobo
- Peru
- Puma
- Uapiti
- Urso-negro
- Urso-cinzento
- Veado-de-cauda-branca
- Veado-mula